# Mars 1839

## Événements
- 1er mars : réunion forcée à l’orthodoxie des uniates des provinces occidentales de l'empire russe.

- 2 mars, France :
  - élections législatives qui marquent un progrès des oppositions;
    - Alexis de Tocqueville est élu député à Valognes au premier tour par 318 voix contre 240 à son adversaire Le Marois. Dans l'hémicycle, il s'installe au centre-gauche. Son ami Corcelle est élu à Sées dans l'Orne. Gustave de Beaumont est à nouveau battu à Saint-Calais[1].

- 8 mars, France : le ministère dirigé par Louis-Mathieu Molé, cousin de Tocqueville, démissionne après sa défaite aux élections législatives du 2 mars. S'ensuit une longue crise ministérielle jusqu'à la nomination, le 12 mai, du ministère Soult.

- 23 mars : destruction à Canton par le commissaire Lin Zexu d’un stock de 20 291 caisses d’opium importé par les Britanniques (Charles Elliot) en échange de thé et de soieries. Elliot demande le versement d’une indemnité qui est refusé.

- 24 mars, France : report de l’ouverture de la session parlementaire au 4 avril.

- 31 mars, France : nomination d’un gouvernement de transition composé de personnalités de second plan, sans président du Conseil en titre.

## Naissances
- 8 mars : James Mason Crafts (mort en 1917), chimiste américain.
- 18 mars : Joseph Émile Barbier (mort en 1889), astronome français.
- 23 mars : Otto Eerelman, peintre, graveur et lithographe néerlandais († 3 octobre 1926).